# Jackie Chan’s Action Kung Fu
Jackie Chan's Action Kung Fu (яп. ジャッキー・チェン, Jakkī Chen, Jackie Chan) — видеоигра в жанре платформера, выпущенная 14 декабря 1990 года в Северной Америке, 25 января 1991 года в Японии, и в 1991 году в Европе, для платформы NES. Ещё был выпуск на приставку TurboGrafx-16 18 января 1991 года в Японии и в 1992 году в Северной Америке.
Игра разработана студией Now Production, и была издана японской компанией Hudson Soft.

## Сюжет
Главным героем игры является известный гонконгский актёр и режиссёр Джеки Чан. Во время прогулки со своей сестрой появляется злой перень (в виде демона) и ударяет молнией в Джеки Чана. Его сестра начинает плакать, а демон забирает её с собой. Теперь Джеки Чану надо пройти пять уровней, побеждать боссов, и спасти свою сестру.

## Игровой процесс
Цель игры: пройти пять уровней, собирать бонусы, и не умереть. На каждом уровне есть «бонусные» лягушки, из которых можно выбивать бонусы (лечение (в виде миски с рисом) и «супер-удары»). Также нужно защищаться от разных врагов. С помощью комбинаций кнопок, Джеки Чан может делать разные приёмы из кунг-фу. После убийства врага могут выпадать красные шарики, с помощью которых можно запускать метательное оружие. Практически на каждом уровне можно находить бонусные испытания (например: арканоид, собирание облаков, битвы с деревянными роботами). Чем больше очков, тем больше можно получить бонусов. В конце каждого уровня, происходит битва с боссом (например: ожившая статуя, лягушка-мутант, огромный облачный циклоп, и другие).
На последнем уровне предстоит битва с самим демоном. После победы над ним, он превращается в огромного зелёного паука, и начинается второй раунд. После очередной победы, наступает конец игры и Джеки Чан находит свою сестру.

## Оценки
| Иноязычные издания | Иноязычные издания |
| Издание            | Оценка             |
| ------------------ | ------------------ |
| GamePro            | NES: 23/25         |

Jackie Chan's Action Kung Fu получила в основном положительные отзывы критиков. Например, в официальном журнале американской компании «GamePro» игру оценили на 23 балла из возможных 25.